# La fine del mondo (film 1959)
La fine del mondo (The World, the Flesh and the Devil) è un film del 1959 diretto da Ranald MacDougall. È una pellicola fantascientifica post apocalittica incentrata sugli effetti di una guerra atomica.
Il film è ispirato al romanzo La nube purpurea di M. P. Shiel del 1901 e al racconto End of the World di Ferdinand Reyher; lo stesso soggetto è stato ripreso nel 1960 per il film L'ultima donna sulla Terra (Last Woman on Earth) di Roger Corman.

## Trama
Ralph Burton, un minatore che sta lavorando in una galleria, viene isolato da una frana ed attende i soccorsi che si stanno avvicinando ma, dopo cinque giorni, sembra che tutte le attività siano cessate. Convinto che le ricerche siano state interrotte riesce ad uscire da solo dalla miniera ma, una volta emerso, trova le strade deserte e nessuna traccia di persone. Aggirandosi per una New York completamente abbandonata comprende, da un quotidiano trovato a terra, che una guerra nucleare, esplosa mentre lui si trovava sotto terra, ha distrutto l'umanità e, dopo essersi rifornito di provviste, inizia a cercare senza esito dei superstiti.
Dopo alcuni giorni, e dopo essere riuscito a mantenere attiva la corrente elettrica, mandando anche un messaggio della sua presenza da una stazione radio, ha un attimo di sconforto e getta un manichino dal balcone della casa dove si trovava, sentendo distintamente un grido di donna. Precipitatosi in strada trova Sarah Crandall, una donna salvatasi grazie alla sua presenza all'interno di una camera di decompressione al momento della catastrofe. I due iniziano a collaborare alla loro sopravvivenza vivendo in case separate ma, quando Sarah gli propone di trasferirsi insieme, Ralph, uomo di colore, offeso da una involontaria battuta infelice della donna, ne prende le distanze, nonostante inizi a provare un sentimento per lei.
Un giorno arriva in porto, su di una barca, Benson Thacker, un uomo bianco gravemente ammalato ma, salvatosi forse grazie alle correnti che hanno disperso la nube tossica, Ralph riesce a guarirlo utilizzando un libro di medicina. Una volta riavutosi, Benson non comprende le motivazioni per le quali i due quasi si evitino in una situazione come quella che vivono ma, innamoratosi anch'egli di Sarah, propone a Ralph un duello per le vie della città, armati di fucile, per "risolvere" la questione. I due iniziano a cercarsi ma Ralph, sorprendendo Benson alle spalle, si rifiuta di sparare e propone ai due di "ricominciare" insieme, affidandogli il compito di generare una nuova umanità, mentre lui continuerà a mandare messaggi per cercare altri superstiti.
Il film non termina con la scritta The end, bensì con The beginning.

## Critica
Buone le atmosfere sottolineate dalla splendida fotografia in bianco e nero, ed inevitabile la colonna sonora di Harry Belafonte, con la canzone Fifteen [...].»
(Fantafilm)